# Les Derniers Jours de l'hiver
Les Derniers jours de l'hiver (titre original : Akharin Rouzhaye Zemestan) est un film documentaire iranien réalisé par Mehrdad Oskouei et sorti en 2012.

## Synopsis
Téhéran. Une maison de correction pour mineurs les derniers jours avant le Nouvel An iranien. Les témoignages de sept adolescents, coupables de vols et de consommation de drogue, face à la caméra.

## Fiche technique
- Titre du film : Les Derniers jours de l'hiver
- Titre original : Akharin Rouzhaye Zemestan
- Réalisation, scénario et production : Mehrdad Oskouei
- Photographie : Ashkan Ashkani
- Son : Hadi Saed Mohkam
- Montage : Farid Daghagheleh
- Musique : Morteza Saedi
- Durée : 52 minutes
- Pays d'origine :  Iran
- Sortie en France : 21 novembre 2012

## Distribution
- Sept adolescents : Abulfazi, Nameni, Kaveh, Mohammad, Issa, Morteza et Farshad.